# 스타니스와프 마주르
스타니스와프 미에치스와프 마주르(폴란드어: Stanisław Mieczysław Mazur, 1905년 1월 1일~1981년 11월 5일)는 폴란드의 수학자이다. 함수해석학에 공헌하였다.

## 생애

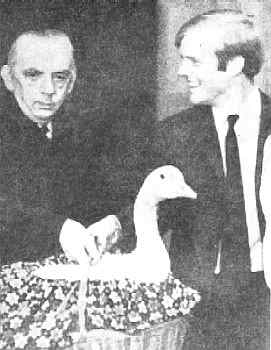
페르 엔플로에게 거위를 선물하는 마주르

1905년 오늘날의 우크라이나 르비우에 해당하는 렘베르크에서 태어났고, 렘베르크 김나지움을 1923년 졸업하였다. 렘베르크 대학교에서 수학했으며, 스테판 바나흐의 지도 아래 1935년 졸업하였다. 졸업 후 바나흐와 공동 연구를 진행하였다. 1948년부터 바르샤바 대학교에 교수로 있었다.
1936년 11월 6일에 모든 바나흐 공간이 샤우데르 기저를 가지는지에 대한 문제를 제기하였고, 이를 증명하는 이에게 살아있는 거위를 포상하겠다고 공언하였다. 37년 뒤 스웨덴의 페르 엔플로가 이 문제를 해결하였고, 마주르는 엔플로에게 살아있는 거위를 선물하였다. 이 장면은 전 폴란드에 텔레비전으로 중계되었다.

## 수훈
- 노동깃발훈장 1급
- 노동깃발훈장 2급
- 장교십자 폴란드 재건국 훈장

## 같이 보기
- 바나흐-마주르 정리
- 콤팩트 작용소
- 겔판트-마주르 정리
- 샤우데르 기저

## 참고 문헌
- O’Connor, John J.; Robertson, Edmund F. “Stanislaw Meiczyslaw Mazur”. 《MacTutor History of Mathematics Archive》 (영어). 세인트앤드루스 대학교.
- “Stanislaw  Mazur”. 《수학 계보 프로젝트》 (영어). 미국 수학회.